# Barbakan w Krakowie
Barbakan (zwany też Rondlem) – barbakan, najbardziej wysunięta na północ część fortyfikacji miejskich Krakowa. Znajduje się na Plantach, przed Bramą Floriańską, po południowej stronie ul. Basztowej.

## Charakterystyka
Stanowi wycinek koła o średnicy wewnętrznej 24,40 m, a grubość murów sięga powyżej 3 m. Jest to gotycka budowla z siedmioma wieżyczkami – okrągłymi i sześciobocznymi ułożonymi naprzemiennie względem siebie. Dawniej był połączony z Bramą Floriańską długą szyją i jego głównym zadaniem była jej obrona. Mury szyi posiadały wewnątrz hurdycje spoczywające na arkadach oraz były zaopatrzone w otwory strzelnicze. Do Barbakanu prowadziło wejście od strony Kleparza. Było ono umieszczone prawie równolegle do linii murów obwodowych, co umożliwiało załodze ostrzeliwanie ogniem flankowym napastników atakujących bramę. Do dwóch bram fortecy wiodły mosty zwodzone, przerzucone nad wyłożoną kamieniami fosą o 24-metrowej szerokości i 3,5-metrowej głębokości. Ponadto od strony Kleparza znajduje się znacznie wysunięta na zewnątrz przybudówka, pod którą niegdyś przepływała woda. Przybudówka ta związana była z funkcjonowaniem bram i mostów zwodzonych.

## Historia
Został wzniesiony w latach 1498–1499 za panowania króla Jana Olbrachta w obawie przed najazdem wołosko-tureckim zagrażającym Krakowowi po klęsce bukowińskiej. Inspiracją do tej decyzji były dwa barbakany w Toruniu (Starotoruński z 1429 i Chełmiński z 1449), których możliwości obronne skłoniły króla do budowy „takowej fortalicji” w Krakowie. Jan Olbracht osobiście położył tam kamień węgielny pod budowę i przekazał na ten cel 100 grzywien.
W 1816 senator Feliks Radwański w swoim „Votum oddzielnym” w obronie Barbakanu i Bramy Floriańskiej przed wyburzeniem użył m.in. argumentacji, iż do pozbawionego tych fortyfikacji centrum miasta wtargną silne wiatry północne i północno-zachodnie, narażając mieszkańców na częste fluksje, reumatyzmy, a może i paraliże. Tymczasem dekret cesarski wydany w Wiedniu jeszcze w 1806 zalecał zburzenie warowni właśnie ze względów sanitarnych i zdrowotnych. Ostatecznie zwyciężyły argumenty Radwańskiego.
W 1910, w związku z obchodami 500-lecia zwycięstwa pod Grunwaldem, powstał projekt umieszczenia w Barbakanie Panoramy Grunwaldzkiej, której autorami mieli być Jan Styka i Tadeusz Styka. Artyści przyjechali z Paryża do Krakowa specjalnie w tej sprawie jeszcze w 1909, aby przedstawić szkice panoramy Komitetowi Grunwaldzkiemu. Wydali też broszurę pt. „Grunwald w Rondlu Bramy Floriańskiej”. Pomysł wywołał ożywioną dyskusję, której echa można znaleźć m.in. w utworach Boya pisanych do Zielonego Balonika. Sprawę panoramy w Barbakanie ostatecznie rozstrzygnęła urzędująca w Wiedniu Centralna Komisja do spraw opieki nad zabytkami, odmawiając zgody na to przedsięwzięcie. Negatywną decyzję motywowano obawą przed narażeniem historycznej budowli na uszkodzenie. Tzw. Diorama Grunwaldzka Tadeusza Popiela i Zygmunta Rozwadowskiego była eksponowana w specjalnie zbudowanym drewnianym budynku na placu św. Ducha.
Na Barbakanie znajduje się płyta poświęcona Marcinowi Oracewiczowi. Jak głosi legenda, podczas konfederacji barskiej, gdy zabrakło mu amunicji przy obronie Krakowa, nabił karabin guzikiem od czamary i zabił rosyjskiego dowódcę Panina.
Obecnie Barbakan jest oddziałem Muzeum Historycznego Miasta Krakowa. Wykorzystywany jest jako miejsce ekspozycji wystaw, jako arena walk sportowych (np. mistrzostw Polski w szermierce) bądź historyzowanych walk rycerskich i tańców dworskich.
Są także organizowane przez Muzeum Historyczne Miasta Krakowa projekcje filmowe pod nazwą BarbaKino – średniowieczne kino letnie w Barbakanie.

## Galeria

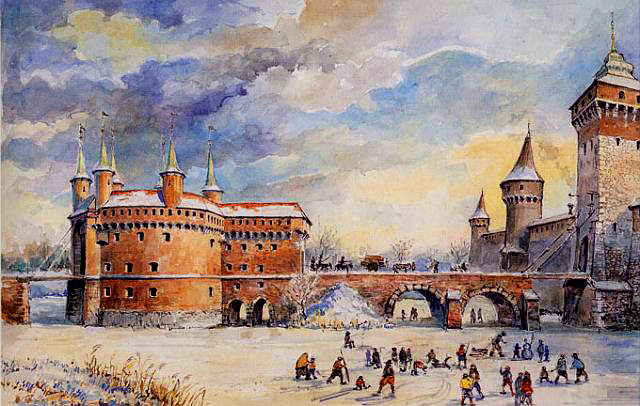
Barbakan w XIX wieku
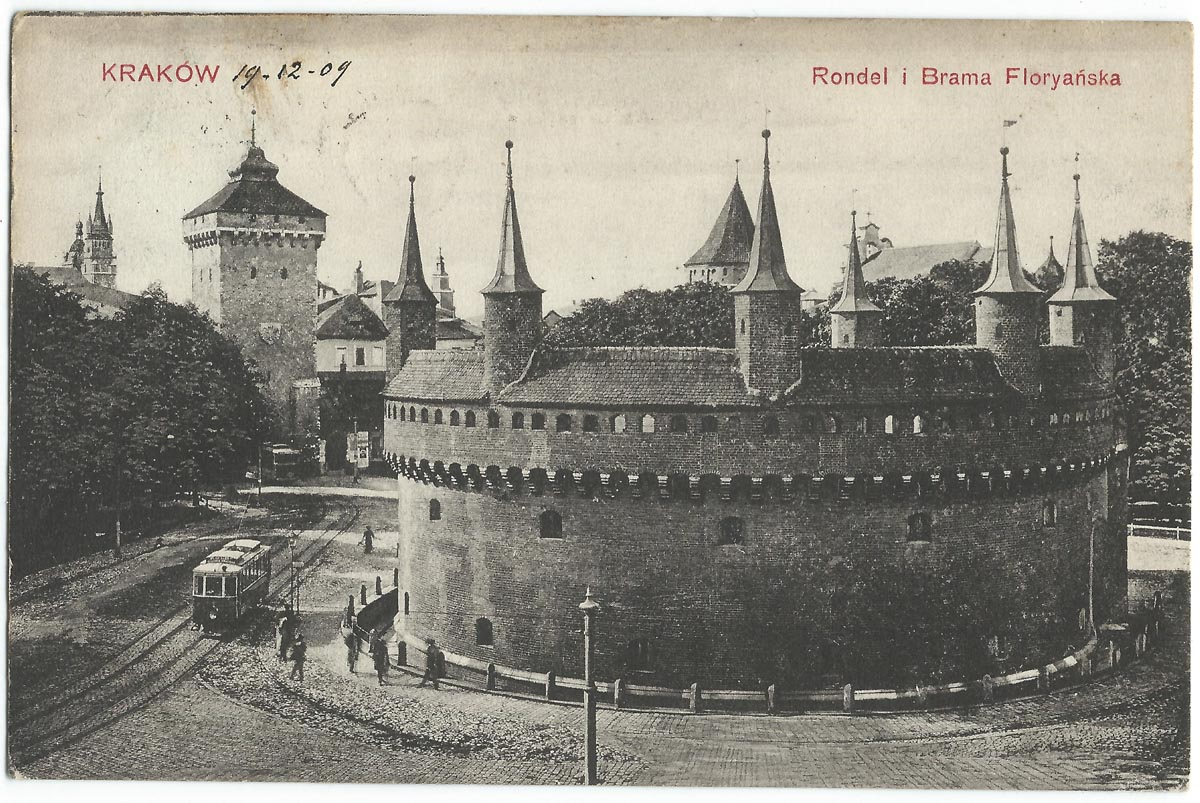
Barbakan w 1909 roku
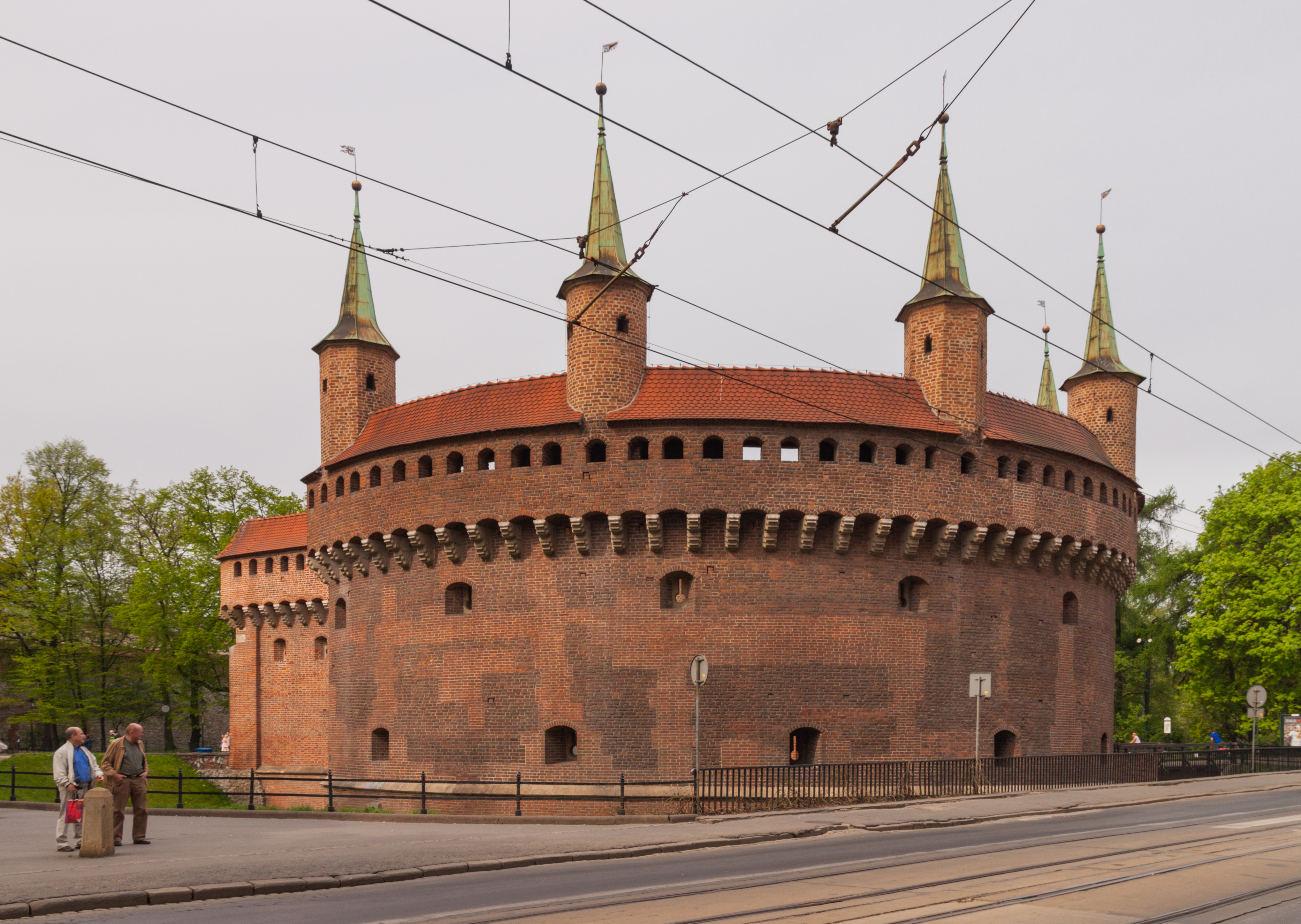
Barbakan w 2015 roku
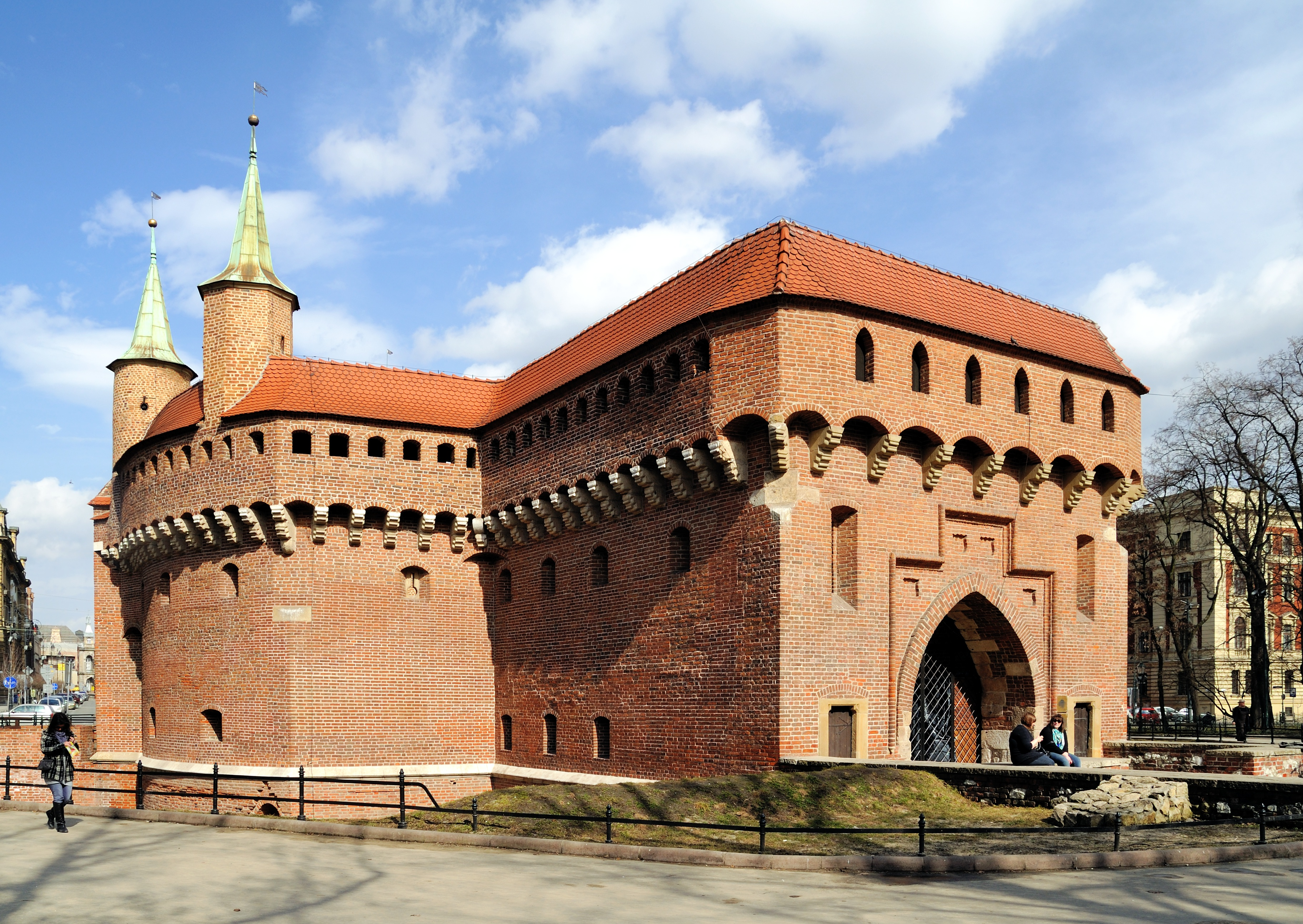
Widok na barbakan z południowego zachodu (2010)
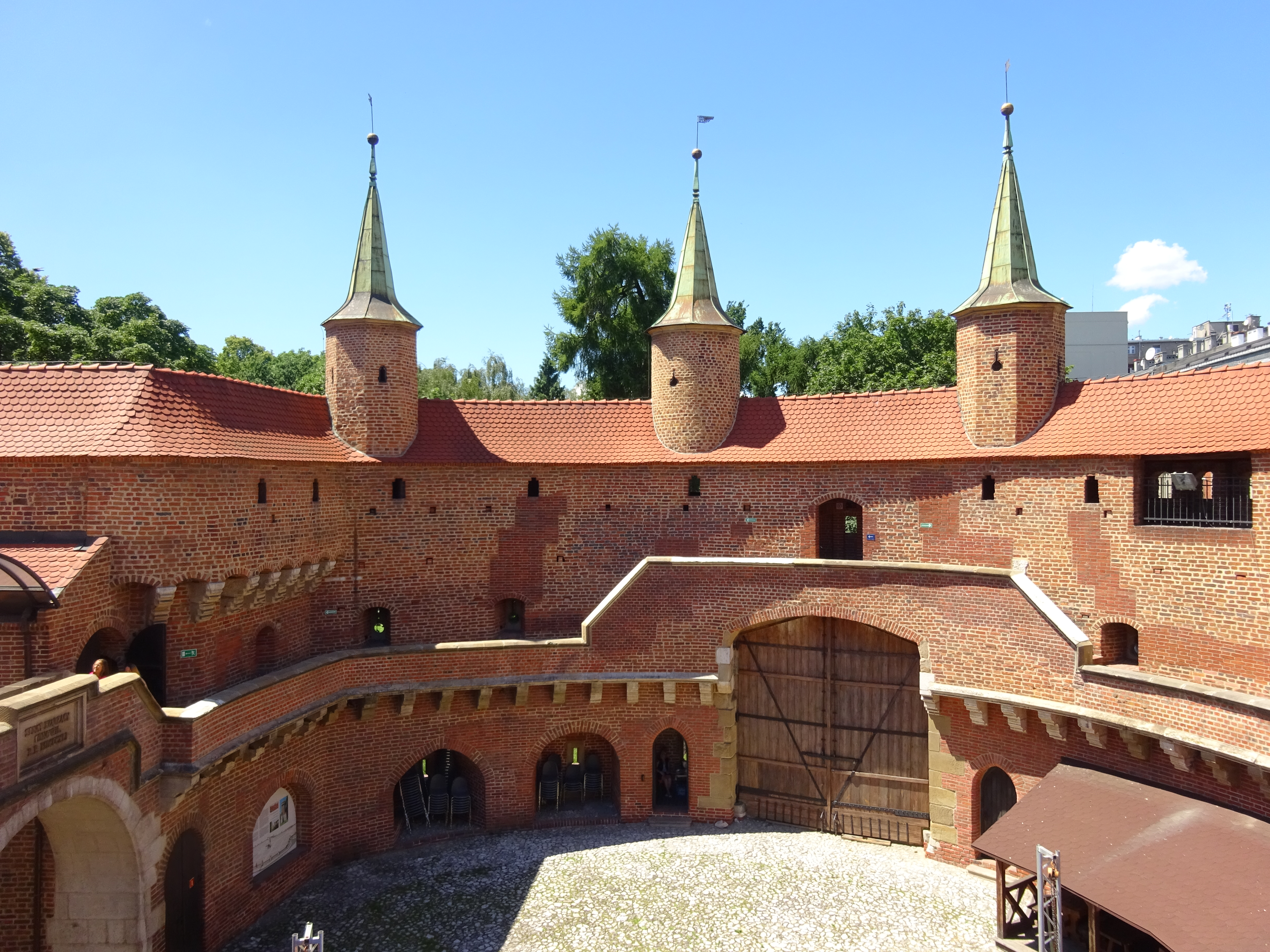
Wnętrze barbakanu (2016)
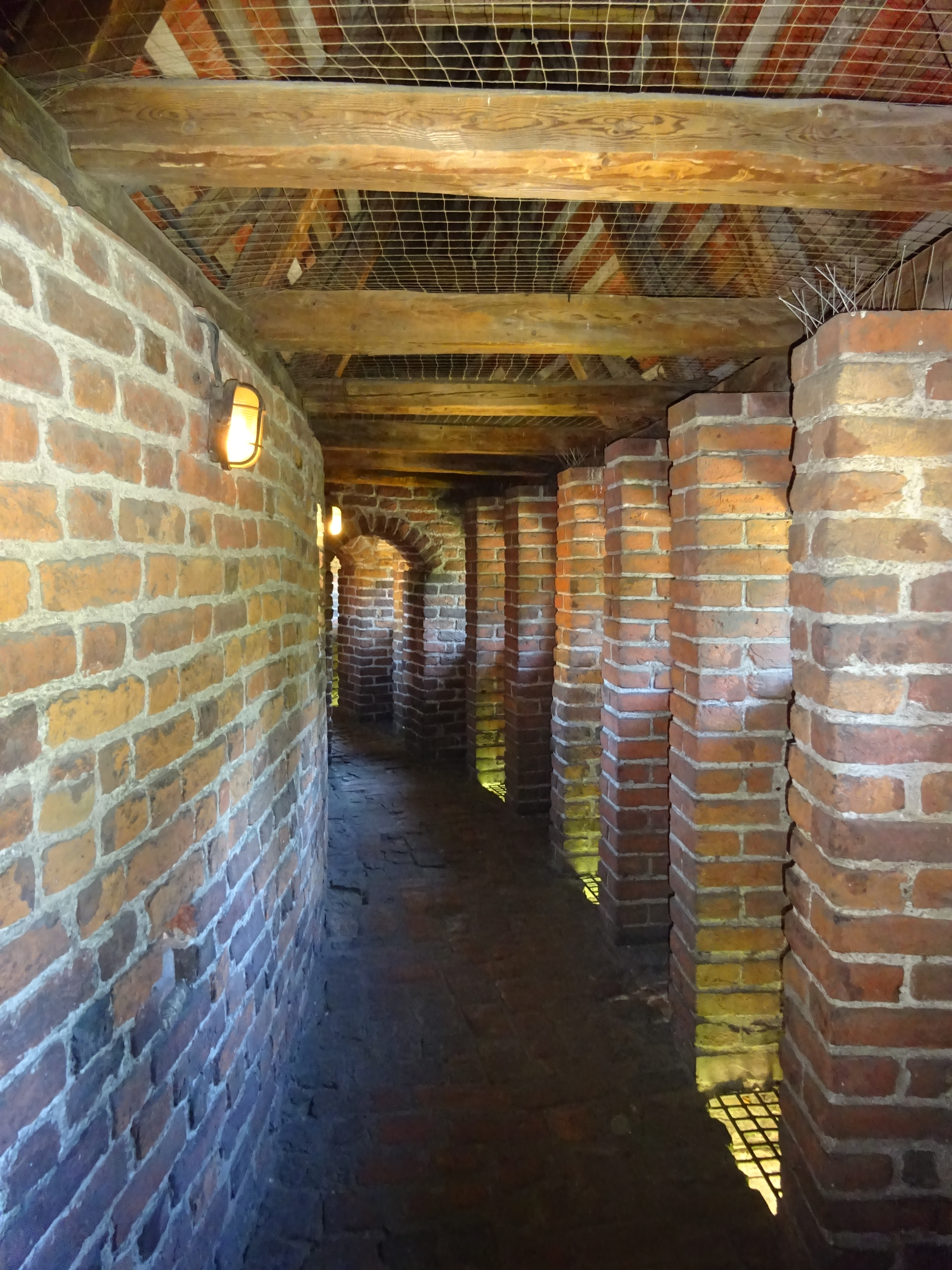
Przejście we wnętrzu machikuł (2016)